# D-10 100mm戦車砲
D-10 100mm戦車砲は、ソビエト連邦で開発された後装式ライフル砲。主として戦車砲ないし対戦車砲として、車載されて運用された。

## D-10S

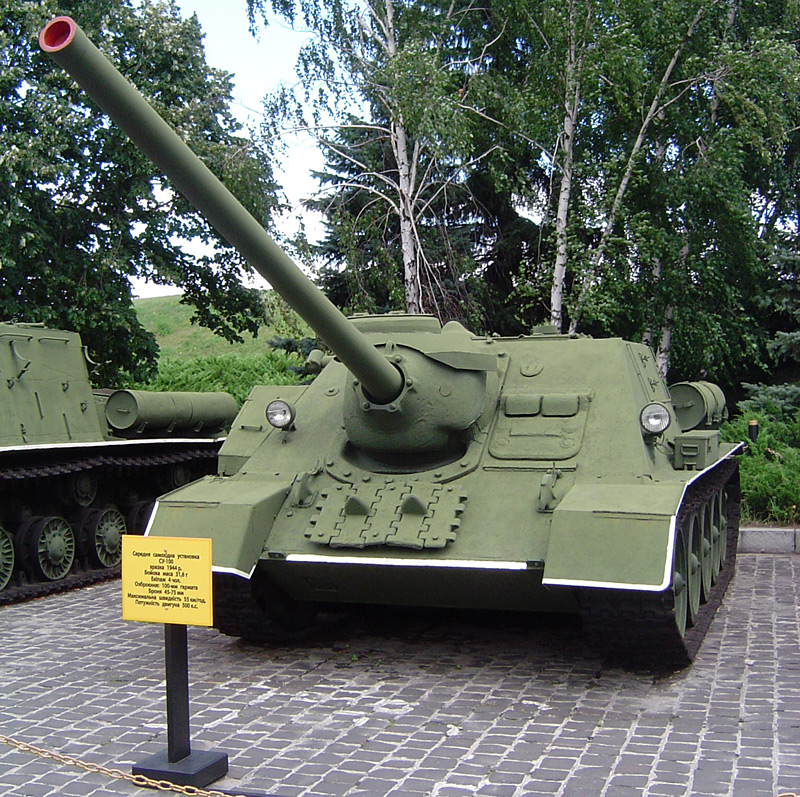
D-10S砲搭載のSU-100

1944年初頭、ソビエト連邦軍は、F-34 76mm戦車砲に換えてD-5T 85mm戦車砲を搭載した、新しいT-34-85中戦車の運用を開始した。これによってソビエト連邦軍中戦車の火力は大幅に強化された一方で、SU-85が同口径・同系列の砲を搭載していたことから、対戦車自走砲の火力強化が求められるようになった。
このことから、国営第9ウラル重機械工具製造所（OKB No.9 UZTM）のペトロフ技師の設計チームは、100mm砲を搭載したSU-100対戦車自走砲の開発に着手した。
主砲としては、海軍のB-34 56口径100mm艦載砲を元に車載化したS-34と、M-60 107mm野砲を元に100mm口径に改設計したものの2種が候補とされ、1943年9月には、両者をML-20 152mm榴弾砲の砲架に搭載しての試射が行われた。1943年12月27日には、ソ連国家防衛委員会（GKO）はさらに重戦車に対しても100mm砲を搭載するように下令した。これに応じて、S-34を搭載した重戦車として開発されたのがIS-100重戦車であったが、砲の設計上、砲塔内の配置に問題が生じた。また、本来搭載すべきものとして開発されていたSU-100においても、S-34を搭載した場合、幅の関係で乗員が出入り可能な車体前方ハッチが取り付けられないことが判明した。
このことから、より小型・軽量の100mm砲として開発されたのがD-10Sである。D-10Sは53.5口径長の長砲身により895m/秒という高初速を実現しており、V号戦車パンターの7.5 cm KwK 42やティーガーIの8.8 cm KwK 36を大きく優越する火力を実現したが、ティーガーII戦車の8.8 cm KwK 43と比べるとやや劣るものであった。

## D-10T

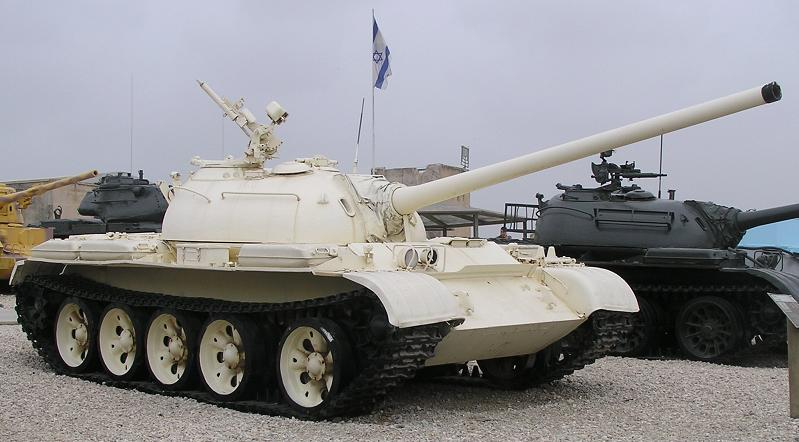
D-10T砲搭載のT-54

その後1945年より、56口径長の改良型であるD-10T砲をT-44中戦車に搭載する研究が行われた。100mm砲搭載の試作型はT-44-100と称され、D-10T砲搭載型とLB-1砲搭載型の2種が開発されたが、D-10T砲の性能的な優越が確認された。
しかし、設計上、T-44の車体では100mm砲の反動を十分に吸収できないことが判明し、100mm砲の搭載を前提に全面的に改設計されたT-54が開発された。

### D-10TG
1955年には、砲安定装置を導入し、砲身先端にカウンターウェイトを装備したD-10TGが開発された。この砲安定装置はSTP-1 ゴリゾーントと呼ばれる照準の縦軸を制御する装備であり、同時に手動であった仰俯角の操作も電動または油圧となった。しかし、走行中に砲尾が動いて装填手を事故死させるというトラブルも発生しており、完成度に問題があった。本砲を装備したT-54戦車を、西側はT-54Aとして区別した。
なお、「ゴリゾーント」（горизонт ガリゾーント）は、ロシア語で「水平線」の意味である。

### D-10T2S

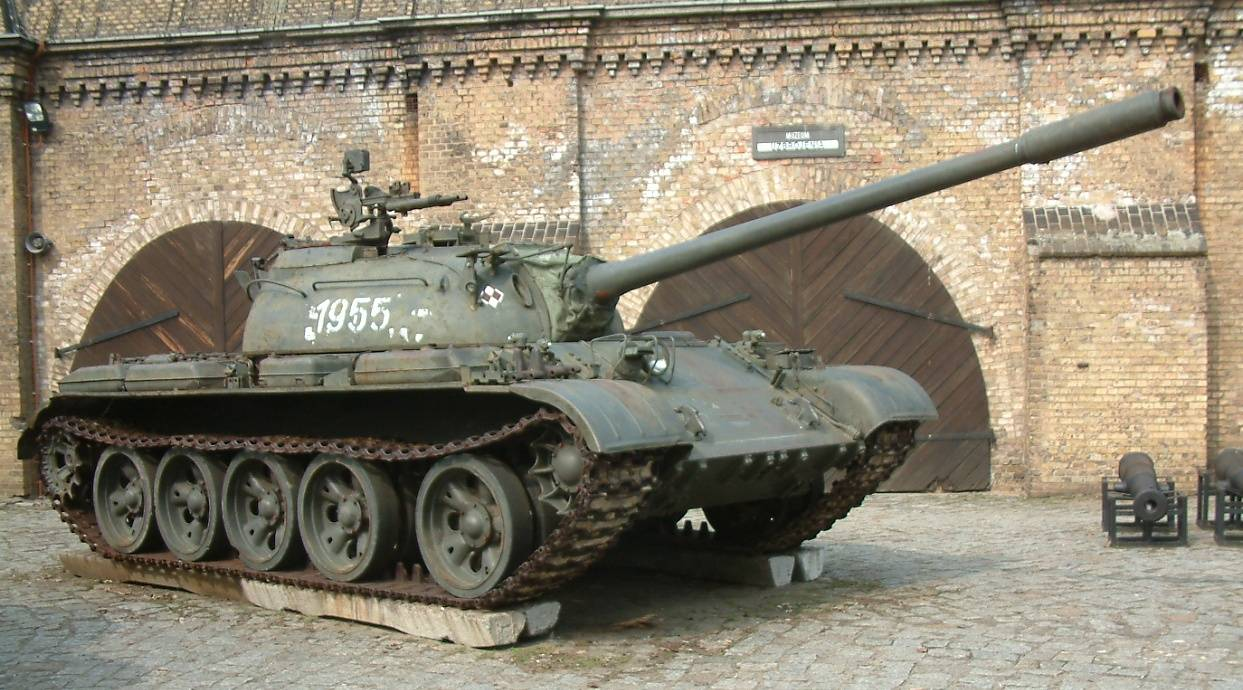
D-10T2S砲搭載のT-55

また、翌1956年には、2軸のツィクローン砲安定装置と排煙器を導入したD-10T2Sが開発された。なお、「ツィクローン」（циклон ツィクローン）は「サイクロン」のこと。しかし、この装置は、近年の戦車のように行進間射撃ができる程の性能はなく、目標に対し大雑把に指向したのを砲手が微調整して照準するというレベルだった。
本砲を装備したT-54戦車を、西側はT-54Bとして区別した。また、さらに全面的な改設計を施したT-55戦車においても、本砲が装備された。

### 59式
また、T-54Aを59式戦車の名でライセンス生産した中国では59式の名で生産していた。性能はD-10TGとほぼ同じである。

## D-54
D-10Tシリーズをもとに開発された試作砲がD-54である。D-54の開発は、ラドガ計画の名称で、D-10シリーズを設計した第9火砲工場設計局（旧：国営第9ウラル重機械工具製造所）のペトロフ技師の設計チームによって行われた。
D-54は、D-10と比べて初活力にして30%増加しており、より高初速のAPDS弾を運用できるようになっている。砲身の先端部には多孔式のマズルブレーキが装備されている。ライフサイクルコストが高く、また、APDS弾使用時の装弾筒の分離などに不具合があったことから、本砲は試作に留まり、配備されることはなかったが、T-62に搭載された115mm滑腔砲のベースとなった。

## 諸元・性能
諸元
- 種別: 後装式ライフル砲
- 口径: 100mm
- 砲身長: 53.5口径長

作動機構
- 砲尾: 水平鎖栓式閉鎖機
- 反動: 油圧緩衝器+液気圧式復座器
- 砲架: 車載砲

性能
- 俯仰角: +18°, –3°
- 薬室圧力: 340 MPa (49,000 psi)
- 初速: F-412榴弾（HE弾）：900m/s（2,952ft/s）BR-412D徹甲弾（APCBC弾）：887m/s（2,910ft/s）

　　　　　　 3BM25装弾筒付翼安定徹甲弾（APFSDS弾）：1,430m/s（4,691ft/s）
- 最大射程: 14,600m[1]ないし16,000m[2]
- 発射速度: 平均 4発/分, 最大 5-6発/分

砲弾・装薬
- 弾薬: 完全弾薬筒